# Teoria cuantică a câmpurilor
Teoria cuantică a câmpurilor aplică principiile teoriei relativității și mecanicii cuantice la studiul câmpurilor fizice. Ea reprezintă instrumentul teoretic de cercetare pentru dinamica sistemelor cu număr variabil de particule, cu aplicații în fizica particulelor elementare și fizica materiei condensate.